# Małgorzata Węgierska (cesarzowa bizantyńska)
Małgorzata Węgierska (ur. 1175, zm. po 1223) – cesarzowa bizantyńska. 

## Życiorys
Była najstarszą córką Beli III i jego żony Agnieszki z Châtillon. W 1186 poślubiła cesarza bizantyńskiego Izaaka II Angelosa. W Konstantynopolu przybrała imię Maria. Małgorzata ze związku z Izaakiem II Angelosem miała dwóch synów:
- Jana Angelosa (ur. ok. 1193, zm. 1259)
- Manuela Angelosa (zm. 1212)

Po śmierci Izaaka (luty 1204) drugim mężem Małgorzaty został krzyżowiec Bonifacy z Montferratu (zm. 1207). Ich synem był:
- Demetriusz, król Tesaloniki

Po raz trzeci jej mężem został Mikołaj I z Saint Omer, uczestnik czwartej krucjaty, posiadacz ziem w Beocji. Ich synami byli:
- Bela z Saint Omer, pan połowy Teb w latach 1240–1258.
- Wilhelm z Saint Omer